# Lymeon nigriceps
Lymeon nigriceps är en stekelart som först beskrevs av Szepligeti 1916.  Lymeon nigriceps ingår i släktet Lymeon och familjen brokparasitsteklar. Inga underarter finns listade i Catalogue of Life.